# ケン・ボイヤー
ケントン・ロイド・ボイヤー（Kenton Lloyd Boyer , 1931年5月20日 - 1982年9月7日）はMLBセントルイス・カージナルスなどに所属した野球選手。アメリカ合衆国ミズーリ州リバティ出身。右投げ右打ち。オールスター選出7回、ゴールドグラブ賞5回受賞の1950年代 - 1960年代のMLBを代表する堅守の三塁手である。
同じくカージナルスなどに所属した投手のクロイドは兄、ニューヨーク・ヤンキースや大洋ホエールズに所属した三塁手のクリートは弟。7男7女の14人兄弟であるが、男子は全員プロ入りしている（4人はメジャー未昇格）。

## 経歴

### プロ入り - マイナー
高校卒業時の1949年にカージナルスのトライアウト参加をすすめられたボイヤーは、元々野手であったが、強肩に目をつけたチームは投手として契約する。プロ初年度はクラスDでプレー、投手としてまずまずの成績を残す一方、打者としては打率.455を記録した。2年目はコントロール難や変化球の習得に苦労していたが、チームの三塁手がいなくなったため、登板しない日はとりあえず三塁を守ることとなった。しかし、投手としてより打者としての成績の方が良かったため、翌1951年からは正式にAで三塁手としてプレーする。シーズン終了後には徴兵され、2年間海外で過ごすこととなった。除隊後の1954年はAAで過ごしたが、ここで1944年の首位打者であるディキシー・ウォーカー監督に徹底的に攻守を鍛えられた。

### セントルイス・カージナルス時代
前年オフに正三塁手をトレードで放出していたチームは、1955年の開幕からボイヤーを三塁手として起用する。この年は打率.264、18本塁打、22盗塁とルーキーとしてはまずまずの成績を残した。1956年には打撃好調で初のオールスターに選出される。最終的にはスタン・ミュージアルの27本に次ぐチーム2位の26本塁打を記録した。1957年は新人に三塁のポジションを明け渡し、外野手にコンバートされたが、翌1958年にはカート・フラッドがセンターに定着したため三塁に復帰し、初のゴールドグラブ賞を獲得する。打撃面でもチームトップの23本塁打、90打点を記録するほか、同年オフには日米野球来日メンバーに参加している。1959年 - 1961年は3年連続で打率、本塁打、打点の3部門でチームトップを記録するなど主軸選手として活躍した。1959年 - 1964年はオールスターに連続選出、ゴールドグラブ賞も4回受賞した。また1959年には自己最長となる29試合連続安打を、1961年と1964年にはサイクルヒットを記録している。また、1961年から1964年にかけて4年連続で24本塁打を記録。4年連続で20本以上の本塁打を記録し、しかも同じ本数という選手はこの時のボイヤーが第一号で、のちに1984年から1987年にかけてフレッド・リンが23本塁打を記録した2例しかない。

#### ワールドシリーズ
1964年、ナ・リーグ優勝を果たしたカージナルスは、弟クリートの所属するニューヨーク・ヤンキースとのワールドシリーズへと進出する。1勝2敗で迎えた第4戦は、初回の3失点で0対3と負けていた。1死満塁でむかえた6回の打席で、アル・ダウニングから左翼に満塁本塁打を放ち、4対3でこの試合を制する。第7戦ではクリートと共に本塁打を放ち、初めてワールドシリーズの同じ試合で本塁打を打った兄弟となった。結局シリーズは、4勝3敗でカージナルスはチャンピオンとなった。またボイヤー自身はシーズンMVPを獲得した。
翌1965年もカージナルスでプレーしたが、8年ぶりに20本塁打を割るなど衰えが見え始めていた。オフの10月20日に2選手とのトレードでニューヨーク・メッツへ移籍する。

### 移籍後・引退まで
35歳となった1966年は、創設間もない弱小球団メッツの主軸としてチームトップの61打点、2位の14本塁打を記録するが、1967年は一塁手としての出場も増え、打撃不振のためにシーズン半ばにサンディ・アロマーと共にシカゴ・ホワイトソックスへ移籍する。移籍後は少し持ち直したかに見えたが、翌1968年は開幕から不調で5月2日に解雇、10日にロサンゼルス・ドジャースと契約した。ドジャースでも控えの野手としてすごし、1969年いっぱいで引退した。
通算長打率.462は1000試合場出場した三塁手としては3位である。

### 引退後

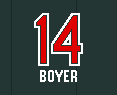
ボイヤーのカージナルス在籍時の背番号「14」。
セントルイス･カージナルスの永久欠番に1984年指定。

1971年、1972年は古巣カージナルスのコーチを務め、その後カージナルス傘下のマイナーチームで監督を歴任する。1978年にはカージナルス監督に就任する。2年目の1979年はリーグ3位とまずまずの成績を残すが、1980年は18勝33敗となったところでホワイティ・ハーゾグと交代、再びマイナーチーム監督をシーズン終了まで務めたが、この頃に肺癌に罹患。その後闘病生活を送ったが、1982年9月8日に51歳で死去した。
死後、1984年にボイヤーのカージナルス在籍時の背番号『14』はセントルイス・カージナルスの永久欠番に指定された。

## 詳細情報

### 年度別打撃成績
| 年 度     | 球 団     | 試 合 | 打 席 | 打 数 | 得 点 | 安 打 | 二 塁 打 | 三 塁 打 | 本 塁 打 | 塁 打 | 打 点 | 盗 塁 | 盗 塁 死 | 犠 打 | 犠 飛 | 四 球 | 敬 遠 | 死 球 | 三 振 | 併 殺 打 | 打 率 | 出 塁 率 | 長 打 率 | O P S |
| --------- | --------- | ----- | ----- | ----- | ----- | ----- | -------- | -------- | -------- | ----- | ----- | ----- | -------- | ----- | ----- | ----- | ----- | ----- | ----- | -------- | ----- | -------- | -------- | ----- |
| 1955      | STL       | 147   | 574   | 530   | 78    | 140   | 27       | 2        | 18       | 225   | 62    | 22    | 17       | 1     | 5     | 37    | 5     | 1     | 67    | 6        | .264  | .311     | .425     | .735  |
| 1956      | STL       | 150   | 639   | 595   | 91    | 182   | 30       | 2        | 26       | 294   | 98    | 8     | 3        | 2     | 3     | 38    | 7     | 1     | 65    | 18       | .306  | .347     | .494     | .841  |
| 1957      | STL       | 142   | 598   | 544   | 79    | 144   | 18       | 3        | 19       | 225   | 62    | 12    | 8        | 4     | 5     | 44    | 8     | 1     | 77    | 11       | .265  | .318     | .414     | .732  |
| 1958      | STL       | 150   | 631   | 570   | 101   | 175   | 21       | 9        | 23       | 283   | 90    | 11    | 6        | 1     | 8     | 49    | 8     | 3     | 53    | 15       | .307  | .360     | .496     | .857  |
| 1959      | STL       | 149   | 633   | 563   | 86    | 174   | 18       | 5        | 28       | 286   | 94    | 12    | 6        | 0     | 1     | 67    | 7     | 2     | 77    | 7        | .309  | .384     | .508     | .892  |
| 1960      | STL       | 151   | 616   | 552   | 95    | 168   | 26       | 10       | 32       | 310   | 97    | 8     | 7        | 0     | 4     | 56    | 10    | 4     | 77    | 13       | .304  | .370     | .562     | .932  |
| 1961      | STL       | 153   | 663   | 589   | 109   | 194   | 26       | 11       | 24       | 314   | 95    | 6     | 3        | 0     | 5     | 68    | 9     | 1     | 91    | 11       | .329  | .397     | .533     | .930  |
| 1962      | STL       | 160   | 691   | 611   | 92    | 178   | 27       | 5        | 24       | 287   | 98    | 12    | 7        | 2     | 2     | 75    | 7     | 1     | 104   | 15       | .291  | .369     | .470     | .838  |
| 1963      | STL       | 159   | 693   | 617   | 86    | 176   | 28       | 2        | 24       | 280   | 111   | 1     | 0        | 0     | 4     | 70    | 10    | 2     | 90    | 20       | .285  | .358     | .454     | .838  |
| 1964      | STL       | 162   | 704   | 628   | 100   | 185   | 30       | 10       | 24       | 307   | 119   | 3     | 5        | 0     | 4     | 70    | 12    | 2     | 85    | 22       | .295  | .365     | .489     | .854  |
| 1965      | STL       | 144   | 604   | 535   | 71    | 139   | 18       | 2        | 13       | 200   | 75    | 2     | 7        | 4     | 7     | 57    | 3     | 1     | 73    | 16       | .260  | .328     | .374     | .702  |
| 1966      | NYM       | 136   | 534   | 496   | 62    | 132   | 28       | 2        | 14       | 206   | 61    | 4     | 3        | 1     | 7     | 30    | 5     | 0     | 64    | 15       | .266  | .304     | .415     | .719  |
| 1967      | NYM       | 56    | 194   | 166   | 17    | 39    | 7        | 2        | 3        | 59    | 13    | 2     | 1        | 0     | 2     | 26    | 3     | 0     | 22    | 6        | .235  | .335     | .355     | .690  |
| 1967      | CWS       | 57    | 190   | 180   | 17    | 47    | 5        | 1        | 4        | 66    | 21    | 0     | 2        | 2     | 1     | 7     | 0     | 0     | 25    | 4        | .261  | .287     | .367     | .654  |
| '67計     | CWS       | 113   | 384   | 346   | 34    | 86    | 12       | 3        | 7        | 125   | 34    | 2     | 3        | 2     | 3     | 33    | 3     | 0     | 47    | 10       | .249  | .312     | .361     | .673  |
| 1968      | CWS       | 10    | 25    | 24    | 0     | 3     | 0        | 0        | 0        | 3     | 0     | 0     | 0        | 0     | 0     | 1     | 0     | 0     | 6     | 2        | .125  | .160     | .125     | .285  |
| 1968      | LAD       | 83    | 243   | 221   | 20    | 60    | 7        | 2        | 6        | 89    | 41    | 2     | 2        | 0     | 5     | 16    | 3     | 1     | 34    | 2        | .271  | .317     | .403     | .720  |
| '68計     | LAD       | 93    | 268   | 245   | 20    | 63    | 7        | 2        | 6        | 92    | 41    | 2     | 2        | 0     | 5     | 17    | 3     | 1     | 40    | 4        | .257  | .302     | .376     | .678  |
| 1969      | LAD       | 25    | 36    | 34    | 0     | 7     | 2        | 0        | 0        | 9     | 4     | 0     | 0        | 0     | 0     | 2     | 0     | 0     | 7     | 2        | .206  | .250     | .265     | .515  |
| MLB：15年 | MLB：15年 | 2034  | 8268  | 7455  | 1104  | 2143  | 318      | 68       | 282      | 3443  | 1141  | 105   | 77       | 17    | 63    | 713   | 97    | 20    | 1017  | 185      | .287  | .349     | .462     | .810  |

- 各年度の太字はリーグ最高

### タイトル
- 打点王：1回（1964年）

### 表彰
- シーズンMVP：1回（1964年）
- ゴールドグラブ賞（三塁手部門）：5回（1958年 - 1961年、1963年）
- ルー・ゲーリッグ賞：1回（1964年）

### 記録
- MLBオールスターゲーム選出：7回（1956年、1959年 - 1964年）
- サイクルヒット：2回（1961年、1964年）

### 年度別監督成績
| 年度 | 球団 | 年齢 | 試合 | 勝利 | 敗戦 | 勝率 | 順位 | プレーオフ |
| ---- | ---- | ---- | ---- | ---- | ---- | ---- | ---- | ---------- |
| 1978 | STL  | 47   | 143  | 62   | 81   | .434 | 5    |            |
| 1979 | STL  | 48   | 163  | 86   | 76   | .531 | 3    |            |
| 1980 | STL  | 49   | 51   | 18   | 33   | .353 | 4    |            |
| 通算 | 3年  | --   | 357  | 166  | 190  | .466 | --   |            |

### 背番号
- 14（1955年 - 1968年途中）
- 45（1968年途中 - 同年終了）

## 参考資料
1. ↑    - 選手の通算成績と情報 MLB、ESPN、Baseball-Reference、Fangraphs、The Baseball Cube、Baseball-Reference (Register)
2. ↑  Ken Boyer.Net. “Biography”. 2008年3月5日閲覧。
3. ↑  Ken Boyer.Net. “Facts”. 2008年3月5日閲覧。
4. ↑  The BASEBALL Page. “Ken Boyer”. 2008年3月5日閲覧。
5. ↑  Ken Boyer.Net. “Achievements”. 2008年3月5日閲覧。
6. ↑  The BASEBALL Page. “Clete Boyer”. 2008年3月5日閲覧。
7. ↑  Google グループ. “<Archive Obituary> Ken Boyer (September 7th 1982)”. 2008年3月5日閲覧。

- Ken Boyer - Baseballlibrary
- Ex-MVP Boyer on Vets Committee ballot